# Prélude et Fugue sol mineur
Prélude et Fugue sol Mineur (Präludium und Fuge g-Moll) für Orgel ist die Nummer 3 aus Marcel Duprés Trois Préludes et Fugues op. 7. Im oder um das Jahr 1912 komponiert, gehört es zu den am häufigsten gespielten Werken des Komponisten.

## Geschichte
Dupré schrieb die drei Präludien und Fugen als Vorbereitung für den „Grand Prix de Rome“ im Jahr 1914. Seinem Schüler Marcel Lanquetuit spielte er sie 1911 und Freunden um 1912 in Rouen vor, die aufgrund des Schwierigkeitsgrads eine Veröffentlichung ausschlossen. Dupré spielte es 1917 in Salle Gaveau, während seines Aufenthalts in London 1920 und bei weiteren Gelegenheiten. Der Musikverlag Éditions Alphonse Leduc in Paris veröffentlichte die drei Werke op. 7 im Jahr 1920, nachdem Dupré durch die Aufführung der gesamten Orgelwerke Johann Sebastian Bachs am Pariser Konservatorium große Bekanntheit erlangt hatte. Präludium und Fuge g-Moll widmete er Joseph Boulnois. Er selbst hat dieses Opus 7/3 besonders geschätzt, denn es sind mindestens drei Schallplatteneinspielungen von Dupré bekannt, die früheste bereits von 1926. Dupré spielte das hochvirtuose Werk hundertfach als Zugabe auf seinen Orgelkonzerten. Graham Steed macht in seiner Monographie über Duprés Orgelwerke noch auf zwei kleine Druckfehler in den Takten 44 und 110 des Prélude aufmerksam. Offenbar hatte er Einsicht in Duprés Autograph. Diese Annahme wird unterstützt durch die Tatsache, dass auf dem Cover der Hülle von Steeds Schallplatteneinspielung die erste Seite von Duprés Reinschrift des Prélude für den Verlag Leduc abgebildet ist.

## Werkbeschreibung
Das ganze Prélude durchzieht – abgesehen von einem einzigen Takt gegen Schluss – ohne Pause ein von sanften Flötenregistern der 8-Fuß- und 4-Fuß-Tonlage bestimmtes „spinnradartiges Sausen“ im 12/16-Takt. In Kontrast zu diesem akustischen Hintergrund tritt ein choralartiges Thema zuerst im Pedal, wechselt dann über in den Diskant, während die Pedalstimme nur noch orgelpunktartig grundiert. Im letzten Abschnitt wird das Choralthema von den Schwebungsstimmen des Schwellwerks mit angekoppeltem Pedal ohne eigene Register in bis zu acht Töne umfassenden Akkorden intoniert, wobei das Pedal bis zu vier Töne gleichzeitig erklingen lassen muss.
Der Themenkopf der Fugue im 6/8-Takt (Tempoangabe „Vif.“) ahmt den Sprechrhythmus und Tonfall des Namens Marcel Dupré nach. Der Satz zeigt überraschende harmonische Wendungen und nimmt in seinem weiteren Verlauf das Choralthema des Prélude wieder auf, abermals zuerst im Pedal, dann – nach einer Durchführung des umgekehrten Fugenthemas – im Diskant. Der letzte Teil der Fugue wird eingeleitet von zwei unterschiedlichen Themen-Engführungen, die in das nun vollgriffige Choralthema münden, untermalt von der sehr bewegten, rollende Figuren ausführenden Pedalstimme. Am Ende folgen noch eine Themen-Stretta, ein einstimmiger Abwärtsgang über vier Oktaven und eine in Moll endende Kadenz mit drei kräftigen Akkorden. Beide Sätze werden trotz ihres sehr gegensätzlichen Charakters durch das Choralthema zu einer Einheit verbunden.

## Diskographie (Auswahl)
- Marcel Dupré – Wiedergabe eines von ihm bespielten Lochstreifens auf der Welte-Philharmonie-Orgel im Instrumentenmuseum Linz a. Rh. (LP Intercord)
- Marcel Dupré – St. Thomas’ Church New York City (LP/CD Mercury, 1957)
- Pierre Cochereau – Notre Dame de Paris (LP/CD Solstice, 1975)
- Hans Fagius – Katarina kyrka Stockholm (CD BIS, 1987)
- Janette Fishell – St. George’s Episcopal Church, Nashville (CD Naxos, 1997)
- Jan Kraybill – Casavant Freres, Kansas City (CD Reference, 2013)
- George Markey – Dom zu Würzburg (LP Psallite, 1979)
- Kristiaan Seynhave – Victoria-Halle Genf (CD, FugaLibera, 2003)
- Graham Steed – Coventry Cathedral (LP RCA Victorola, 1974)
- Ernst-Erich Stender – St. Marien, Lübeck, große Orgel (LP Calig, 1994)
- zahlreiche Rundfunk-Mitschnitte verschiedener Sendeanstalten

## Noten
- 3 Preludes and Fugues, Op.7: Noten und Audiodateien im International Music Score Library Project
- Trois Préludes et fugues Opus 7. Éditiones Musicales Alphonse Leduc, ISMN 9790046164057 (Suche im DNB-Portal).